# Souvigny
Souvigny ist eine französische Gemeinde mit 1717 Einwohnern (Stand 1. Januar 2022) im Département Allier in der Region Auvergne-Rhône-Alpes; sie gehört zum Arrondissement Moulins.

## Geografie
Die Gemeinde Souvigny liegt am Fluss Queune, etwa zwölf Kilometer südwestlich von Moulins.
Zum 44,35 km² großen Gemeindegebiet von Souvigny gehören die Ortsteile und Weiler Les Vergers, Chéry, La Varenne, Les Noix, La Forge und La Vivayre.

## Bevölkerungsentwicklung
| Jahr                       | 1962 | 1968 | 1975 | 1982 | 1990 | 1999 | 2006 | 2016 | 2019 |
| Einwohner                  | 2165 | 2212 | 2119 | 1929 | 2024 | 1952 | 1958 | 1866 | 1747 |
| Quellen: Cassini und INSEE |      |      |      |      |      |      |      |      |      |

## Sehenswürdigkeiten
Souvigny verfügt über einige Bauten bzw. Objekte, die als Monument historique in der Base Mérimée, der Datenbank des französischen Kulturministeriums klassifiziert oder in deren Zusatzverzeichnis eingetragen sind. Zu den geschützten Bauwerken gehören unter anderem:
- Kloster und Klosterkirche Souvigny (Prieuré clunisien de Souvigny)[1]
- Ehemalige Kirche Saint-Marc, ursprünglich aus dem 12. Jahrhundert[2]

### Das Kloster und seine Kirche
915 schenkte der Bourbone Aymard I. die Kirche St-Pierre in Souvigny dem Kloster von Cluny. So siedelten sich auch hier Mönche an. Der Ort wurde die erste Hauptstadt des Bourbonnais, bevor der Herzogsitz nach Moulins verlegt wurde. 994 starb der heilige Majolus, der 4. Großabt von Cluny, in Souvigny; das Grab der in seiner Zeit sehr berühmten Persönlichkeit wurde zum Anziehungspunkt vieler Pilger, für die man die erste, dreischiffige romanische Kirche baute. 1008 entstand ein Priorat, eine der "Fünf Töchter" von Cluny. 1049 starb hier auch der heilige Odilo. In der Folge nahm die Zahl der Pilger zum Grab der beiden Heiligen noch zu, zumal Souvigny auf der Strecke des deutschen Jakobus-Pilgerweges nach Santiago de Compostela lag. Zwei weitere Kirchenschiffe wurden angebaut. Als die Bourbonen Souvigny zu ihrer Begräbnisstätte machten, kam 1448 eine Kapelle, die Chapelle Neuve, hinzu.
Das Kloster besaß seit dem 11. Jahrhundert das Münzrecht; ein Kapitell der Klosterkirche, das als „Les monnayeurs“ bezeichnet wird, zeigt Mönche, wie sie Geld schlagen, wiegen und in Sacke füllen.
1792 zogen die Mönche aus Souvigny ab, der mittlere Turm wurde zerstört. Während der Französischen Revolution wurden die meisten Statuen der Kirche stark beschädigt und alles, was auf die Bourbonen als Herrscher hinwies, beseitigt. Die Kirche blieb aber als Bauwerk erhalten, weil sie anstelle der Kirche Saint-Marc, die man aufgab, zur Pfarrkirche erhoben wurde.
Vom romanischen Kirchenbau sind heute nur noch der Chor und Teile des Langhauses äußerlich erkennbar. Bei der Umgestaltung der Prioratskirche zur fünfschiffigen Kirche im gotischen Flamboyant-Stil wurde auch die Westfassade erhöht. Sakristei und drei Flügel des Kreuzgangs sind Schöpfungen des 18. und 19. Jahrhunderts; ein Kreuzgangflügel stammt noch aus dem 15. Jahrhundert und weist ein gotisches Kreuzgratgewölbe auf.
Heute hat die Johannesgemeinschaft (La communauté Saint Jean) das Kloster inne.

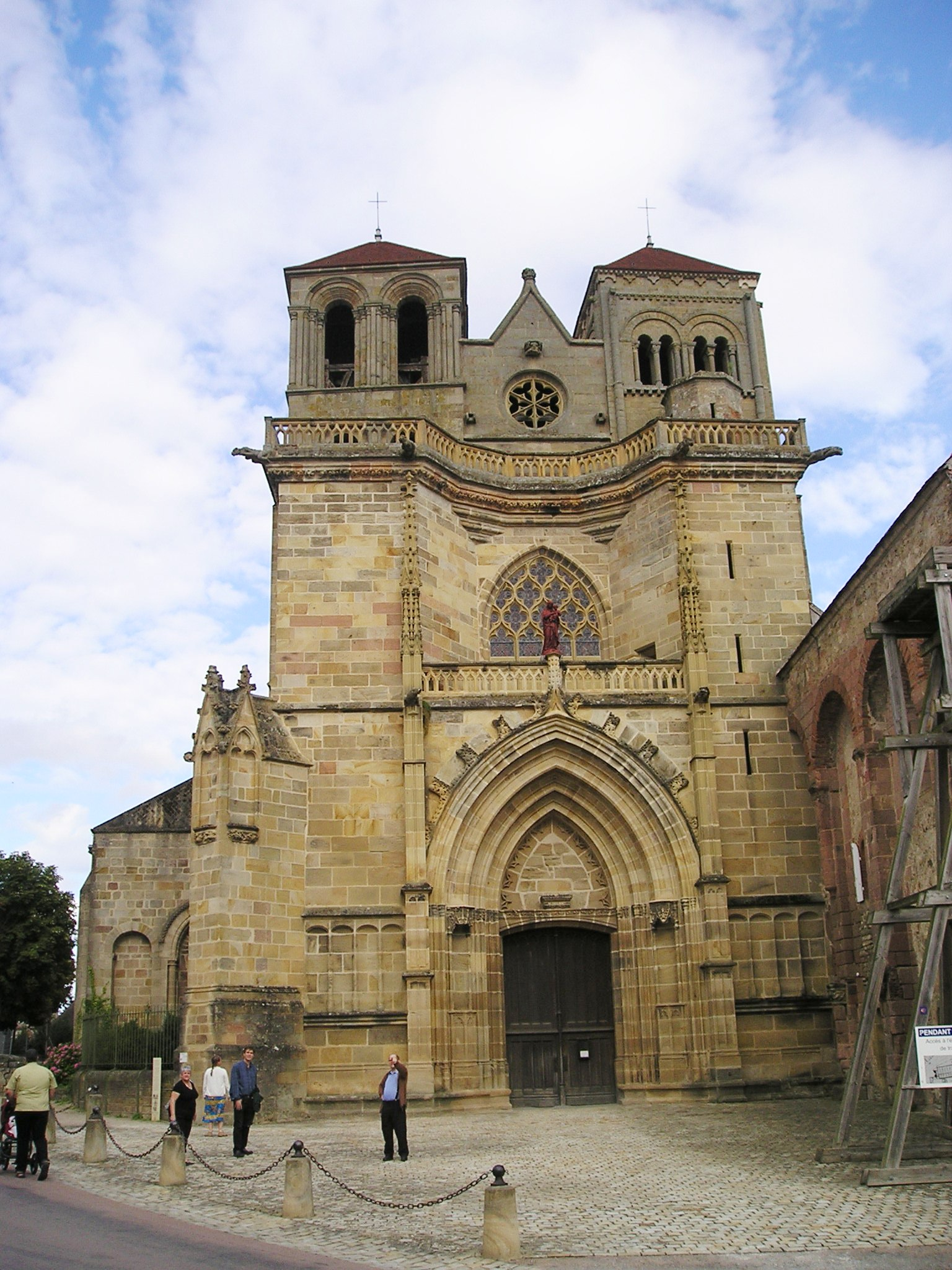
Westfassade der Abteikirche von Souvigny
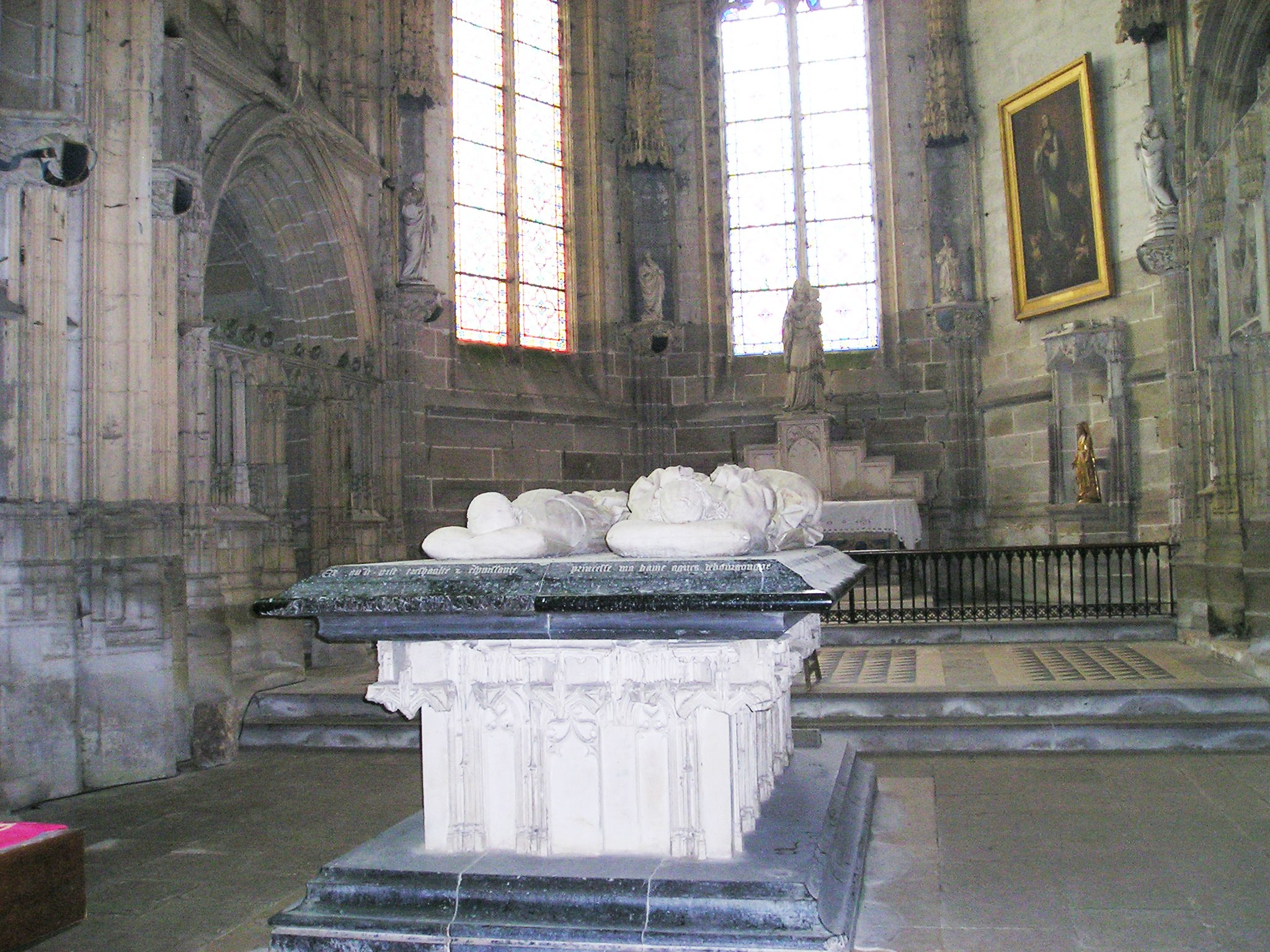
Chapelle Neuve
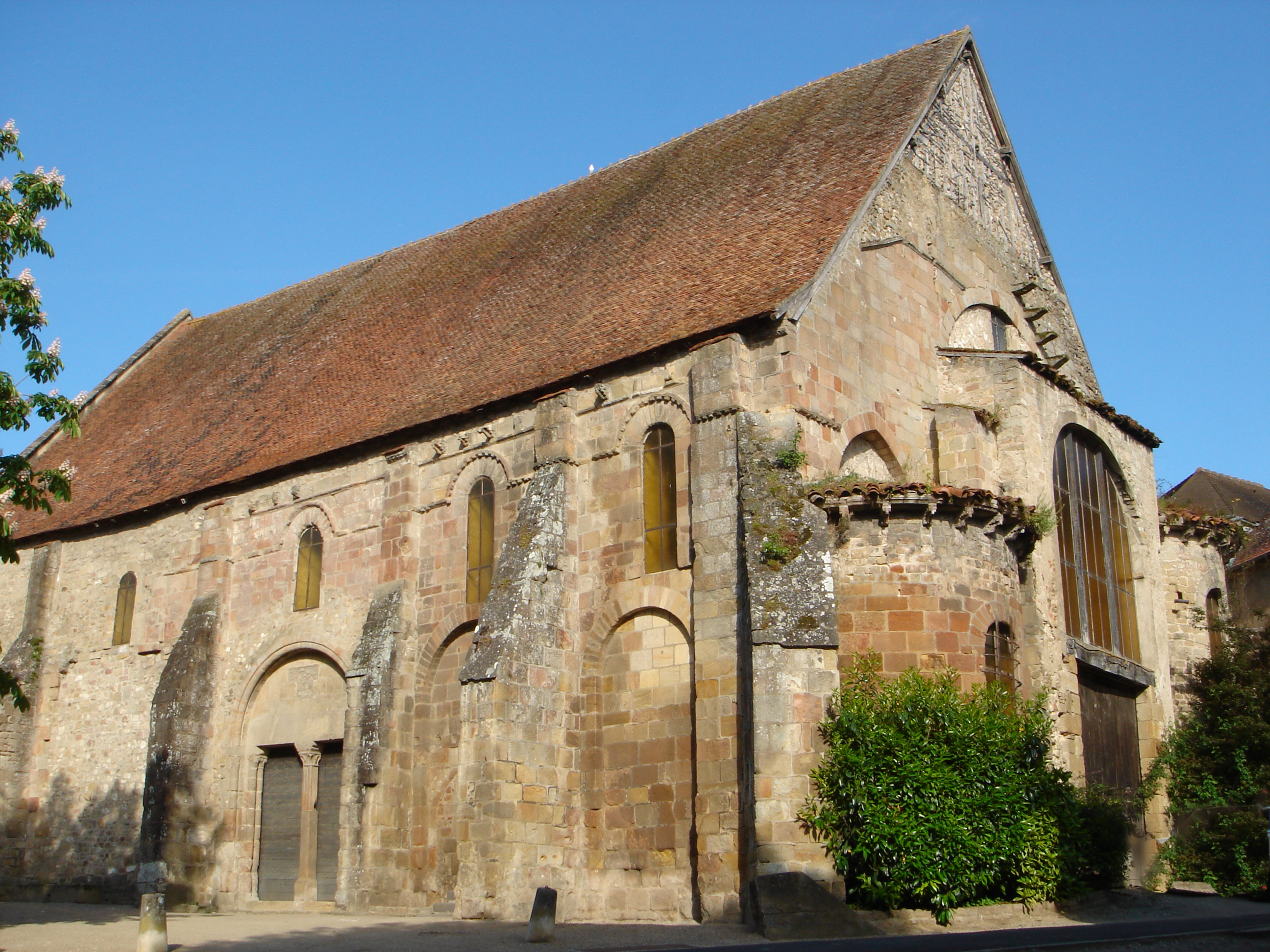
Kirche Saint-Marc
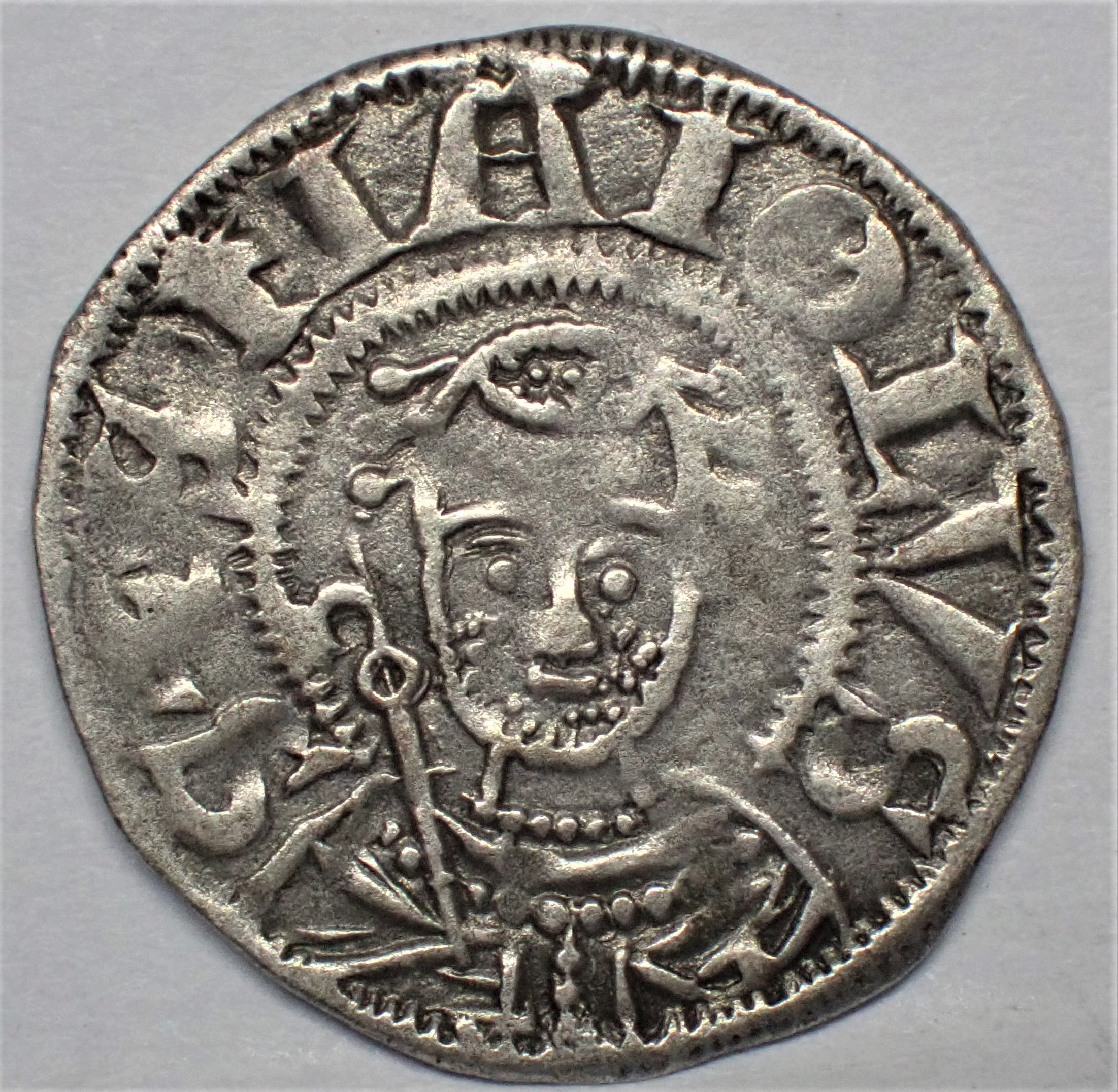
Denar aus Souvigny, 2. Hälfte des 12. Jahrhunderts, Porträt des heiligen Mayeul
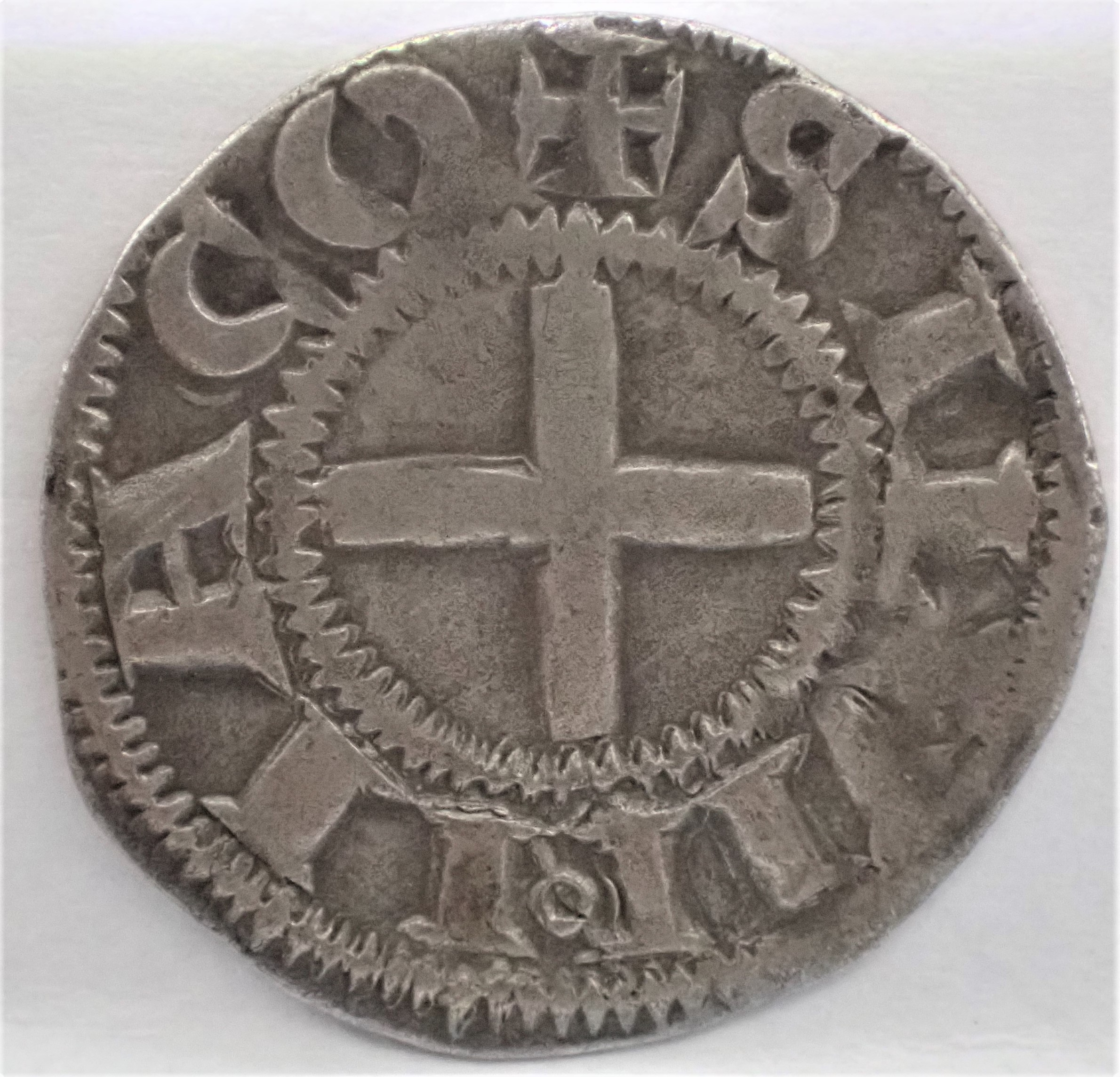
Revers des Denar aus Souvigny

### Couvent des Cordeliers de Champaigue
Der 1245 gegründete Couvent des Cordeliers de Champaigue, rund einen Kilometer außerhalb von Souvigny gelegen, war eine der Nekropolen der Herren von Bourbon; er wurde während des Direktoriums zerstört und durch einen landwirtschaftlichen Betrieb ersetzt. Das Grabmal der Ehefrau Herzogs Ludiwig I. wurde zu Beginn des 20. Jahrhunderts von einem Landwirt auf einem Feld wiederentdeckt und befindet sich heute im Musée du Pays de Souvigny in Souvigny.

## Kultur
Das Musée du Pays de Souvigny et de la Colonne du Zodiac zeigt Relikte aus der ehemaligen Klosterkirche. Herausragendes Ausstellungsstück ist der Zodiaque de Souvigny, eine Kalendersäule aus dem 12. Jahrhundert.

## Persönlichkeiten
- Maiolus (910–994) und Odilo (961 oder 962–1049), Äbte von Cluny, begraben in Souvigny (die Gräber wurden 2001 wiederentdeckt)
- Jean-Baptiste Chardon, Mitglied der Pariser Kommune (1871), geboren in Souvigny 1839